# Зоркальцев Віктор Ілліч
Віктор Ілліч Зоркальцев (нар. 29 серпня 1936, селище Де-Кастрі Ульчського району, тепер Хабаровського краю, Російська Федерація — 15 грудня 2010, місто Москва) — радянський державний діяч, 1-й секретар Томського обкому КПРС. Член ЦК КПРС у 1986—1990 роках. Депутат Верховної ради Російської РФСР 11-го скликання. Народний депутат РРФСР у 1990—1993 роках. Депутат Державної думи Російської Федерації 1—3-го скликань (1993—2003).

## Життєпис
Народився в родині військовослужбовця. У ранньому дитинстві разом із батьками переїхав до міста Томська. Батько загинув у 1940 році під час радянсько-фінської війни.
У 1960 році закінчив Томський інженерно-будівельний інститут, інженер-будівельник.
У 1960—1964 роках — майстер, виконроб, старший виконроб будівельного управління в місті Томську. У 1962 роки закінчив вечірній Університет марксизму-ленінізму при Томському міському комітеті КПРС.
Член КПРС з 1962 по 1991 рік.
У 1964—1967 роках — завідувач відділу промислових комсомольських організацій, завідувач відділу пропаганди і культурно-масової роботи, у 1967—1969 роках — секретар Томського обласного комітету ВЛКСМ.
У 1969 році закінчив Вищу партійну школу при ЦК КПРС.
У 1969—1970 роках — 2-й секретар Асиновського районного комітету КПРС Томської області.
У 1970—1978 роках — 1-й секретар Колпашевського міського комітету КПРС Томської області.
У 1978—1983 роках — 1-й секретар Стрежевського міського комітету КПРС Томської області.
У 1983—1984 роках — 1-й заступник голови виконавчого комітету Томської обласної ради народних депутатів.
У 1984—1985 роках — 2-й секретар Томського обласного комітету КПРС.
У 1985—1986 роках — інспектор ЦК КПРС
31 січня 1986 — 1 червня 1990 року — 1-й секретар Томського обласного комітету КПРС.
У 1990—1991 роках — заступник голови Контрольно-спостережної комісії щодо Нагірного Карабаху.
З листопада 1991 по жовтень 1993 року був членом Комітету Верховної ради РРФСР з питань промисловості та енергетиці. Входив до складу фракції «Комуністи Росії».
У 1992 році — представник КПРС у Конституційному суді РФ у справі про перевірку конституційності указів президента РРФСР «Про призупинення діяльності Комуністичної партії РСФСР», «Про майно КПРС і Комуністичної партії РСФСР» і «Про діяльність КПРС і КП РРФСР», а також про перевірку конституційності КПРС і КП РРФСР. Став одним з ініціаторів II відновного з'їзду КП РРФСР, член президії ініціативного комітету із скликання з'їзду комуністів РРФСР.
Член КПРФ з 1992 року.
У лютому 1993 року на надзвичайному з'їзді КП РРФСР, яка була перетворена в КПРФ, обраний членом ЦВК КПРФ. 14 лютого 1993 року обраний заступником голови ЦВК КПРФ, займав цю посаду до 22 січня 1995 року. Член президії ЦК (ЦВК) КПРФ з 14 лютого 1993 по 3 грудня 2000 року.
З грудня 1993 по грудень 2003 року — депутат Державної думи Російської Федерації, член фракції КПРФ. З 17 січня 1994 по 29 грудня 2003 року — голова Комітету у справах громадських об'єднань і релігійних організацій Державної думи РФ.
З серпня 1996 року — 1-й заступник голови виконкому Народно-патріотичного союзу Росії. У 1998—2000 роках — голова виконкому Народно-патріотичного союзу Росії.
З жовтня 1997 року — член Комісії при президентові РФ з протидії політичному екстремізму.
Помер у Москві 15 грудня 2010 року. Похований на Бактинському цвинтарі міста Томська.

## Нагороди і звання
- орден Леніна (1986)
- орден Жовтневої Революції (1981)
- орден «Знак Пошани» (1971)
- орден Трудового Червоного Прапора (1973)
- медаль «За доблесну працю. В ознаменування 100-річчя з дня народження Володимира Ілліча Леніна» (1970)
- медаль «Ветеран праці» (1990)
- медаль «За освоєння надр і розвиток нафтогазового комплексу Західного Сибіру» (1980)
- медалі
- Почесний доктор Томського державного архітектурно-будівельного університету.